# Mägo de Oz (album)
Pour le groupe, voir Mägo de Oz.
Albums de Mägo de Oz
Jesús de Chamberí
(1996)
Mägo de Oz est le premier album studio du groupe de Folk metal espagnol Mägo de Oz. L'album est sorti le 15 juin 1994 sous le label Locomotive Music.
Il s'agit du seul album enregistré avec le chanteur Juanma, qui va quitter Mägo de Oz peu après la sortie de cet album.

## Musiciens
- Juanma: Chant
- Carlitos: Guitare
- Chema: Guitare
- Salva: Basse
- Txus: Batterie
- Mohamed: Violon

## Liste des morceaux
1. T'esnucaré Contra'l Bidé
2. El Lago
3. Rock Kaki Rock
4. Gerdundula (reprise du groupe Status Quo)
5. Lo que el viento se dejó
6. Yankees Go Home
7. El Hijo del Blues
8. Nena
9. Gimme Some Lovin'
10. Mago de Oz